# アルベルト・アインシュタイン
アルベルト・アインシュタイン（独: Albert Einstein、1879年3月14日 - 1955年4月18日）は、ドイツ生まれの理論物理学者、社会主義者。ユダヤ人。スイス連邦工科大学チューリッヒ校卒業。
特殊相対性理論および一般相対性理論、相対性宇宙論、ブラウン運動の起源を説明する揺動散逸定理、光量子仮説による光の粒子と波動の二重性、アインシュタインの固体比熱理論、零点エネルギー、半古典型のシュレディンガー方程式、ボース＝アインシュタイン凝縮などを提唱した業績で知られる。当時は"無名の特許局員"が提唱したものとして全く理解を得られなかったが、著名人のマックス・プランクが支持を表明したことにより、次第に物理学界に受け入れられるようになった。
それまでの物理学の認識を根本から変え、「20世紀最高の物理学者」とも評される。特殊相対性理論や一般相対性理論が有名だが、光量子仮説に基づく光電効果の理論的解明によって1921年のノーベル物理学賞を受賞した。

## 業績
1905年に特殊相対性理論を発表した。以前から論理的に展開されていた相対性原理（アンリ・ポアンカレ、ジョゼフ・ラーモア、ヘンドリック・ローレンツなどによるもの）を明確化して採用し、ニュートン力学とマクスウェルの方程式に基づく当時の古典論的物理学の体系に対し、相対性原理に基づく時空概念の修正を前者へ施すことにより、（重力場を除いて）両者は理論的に統合され、古典論的物理学の体系の完成に成功した。特殊相対性理論では、「質量、長さ、同時性といった概念は、観測者のいる慣性系によって異なる相対的なもの」であり、「唯一不変なものは光速度 c のみである」とした。
特殊相対性理論は、重力場のない状態での慣性系のみを取り扱った（限定的な）理論であるが、1915年から1916年には、加速度運動と重力を取り込んだ（より適用範囲を広げた）一般相対性理論を発表した。一般相対性理論では、重力場による時空の歪みをリーマン幾何学を用いて記述している。さらに後半生の30年近くを重力と電磁気力を統合する統一場理論を構築しようと心血を注いだが、死により未完に終わった。一般相対性理論を素直にそのまま認めると、「宇宙は膨張または収縮をしている」ということが素朴に演繹されうる。しかしアインシュタインは、宇宙が膨張や収縮しているとは考えたくなかったため、重力による影響を相殺するような宇宙項Λ（ラムダ）を場の方程式に組み入れることで、理論上静的な宇宙でも存在可能であるとする理論を作った。その後、エドウィン・ハッブルらの天文台での実際の観測によって、実際は宇宙は膨張しているということが観測的に確認されたため、アインシュタインは自身がかつて提案した「宇宙項」を撤回せざるを得なくなった（のちに彼は、宇宙項の導入は「生涯最大の失敗」と述べることになった）。なおアインシュタインが死去してからかなり月日が流れ、21世紀になってからの宇宙望遠鏡による超新星の赤方偏移の観測結果の分析によって、「宇宙は膨張している」と言っても、単に一定の速度で膨張しているのではなく、その膨張する速度が次第に大きくなってきている（加速している）ということが明らかになってきており、この「加速」を説明するには、「宇宙項をむしろ導入するほうが妥当だ」「アインシュタインは実は宇宙項を撤回する必要はなかったのではないか」とする指摘や学説が存在する（詳細はダークエネルギーを参照）。
光量子仮説によって光電効果について理論的な説明づけを行うなど、初期量子論の確立に多大な貢献をした。しかし、「量子は確率論的に振舞う」とする量子力学自体については、アインシュタインは、「神はサイコロを振らない」と懐疑的な立場をとった。局所実在論を支持していたアインシュタインは量子力学の矛盾点の一つとしてアインシュタイン＝ポドルスキー＝ローゼンのパラドックスを提示したが、のちにベルの不等式の破れが実証されると局所実在論は破綻し、EPR相関として知られるようになった。
そのほか、ブラウン運動を説明する理論の構築、固体における比熱の理論である「アインシュタインモデル」の提唱、ボース＝アインシュタイン凝縮の予言など、物理学の全領域にわたり多大な業績を残した。

## 生涯

### 生い立ち

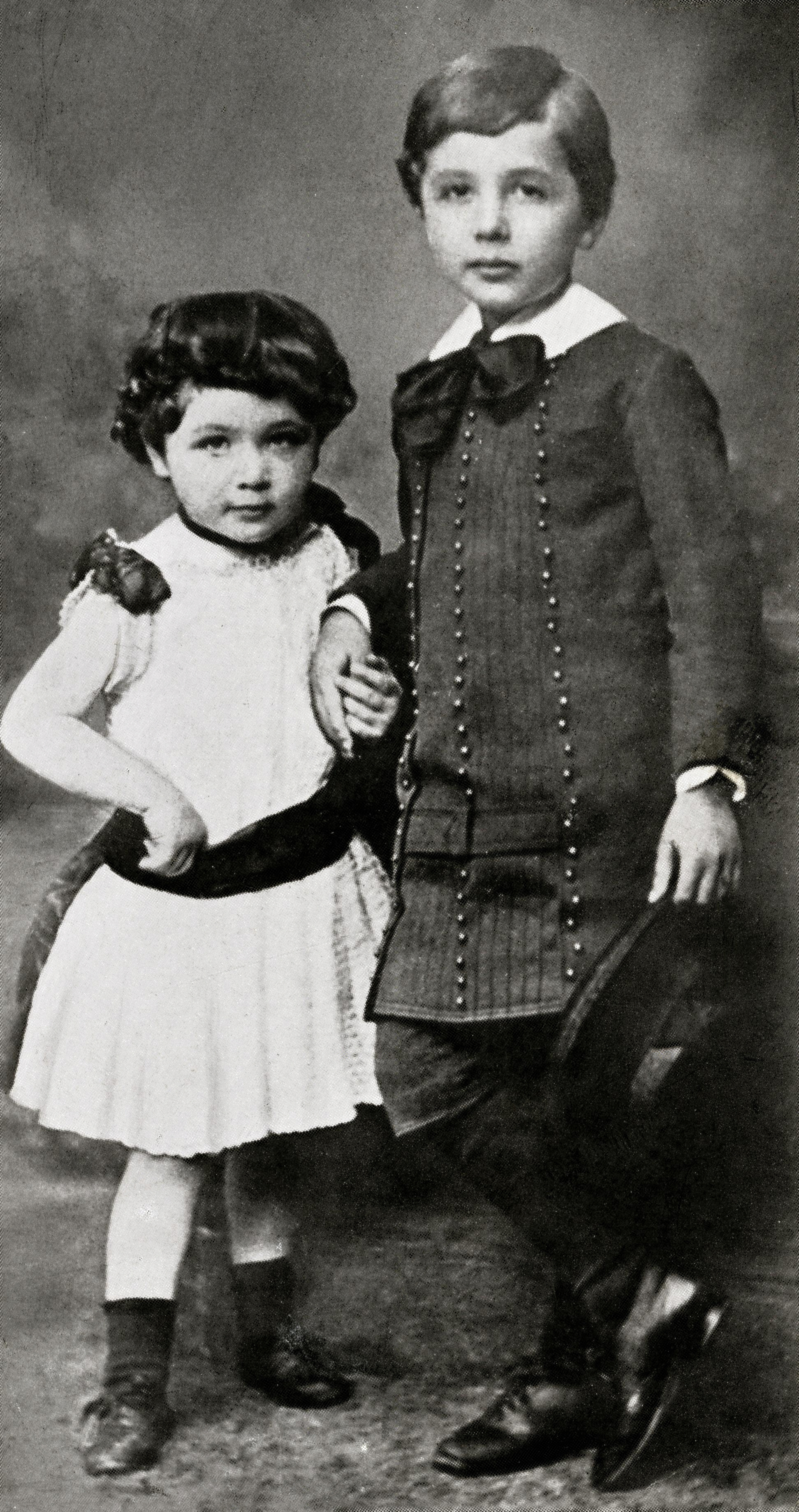
アルベルトと妹のマリア（通称「マーヤ」）（1885年）

アインシュタインは1879年3月14日、ヘルマン・アインシュタインを父、パウリーネ・コッホを母とし、その長男としてドイツ南西部のバーデン＝ヴュルテンベルク州ウルム市にて生まれた。
父ヘルマンはその弟ヤコブから誘われ、アルベルト誕生翌年の1880年夏、一家はミュンヘンに引っ越し、兄弟は、直流電流に基づいた電気機器を製造する会社「Elektrotechnische Fabrik J. Einstein & Cie」を設立した。ヘルマンは営業を担当しヤコブは技術を担当した。1881年には一家にマリア（アルベルトの妹。通称「マーヤ」。）が誕生し、一家は1894年まで同地ミュンヘンで暮らすことになる。

### 幼少時代
アインシュタインは、5歳ごろまであまり言葉を発して他人と会話することがなかった。しかし、5歳のときに父親からもらった方位磁針が、自然界の仕組みに対する興味をもたらすきっかけとなった。また、同じ頃、ヴァイオリンを習い始めている。そしてすぐにモーツァルトの曲が好きになり、ヴァイオリンは生涯の友となった。
アインシュタイン一家はその家系からしてアシュケナージ系ユダヤ人ではあったものの、敬虔なユダヤ教徒というわけではなかったため、アインシュタインは5歳から3年間、ミュンヘンにあるカトリック系の公立学校へ通った。卒業後はミュンヘンのルイトポルト・ギムナジウム（現在では「アルバート・アインシュタイン・ギムナジウム」と呼ばれている学校）に入学。以後7年間、（ドイツを離れイタリアに行くまで）教育を受ける。しかし、同校の軍国主義的で重苦しい校風にはなじめなかった。

### 少年時代

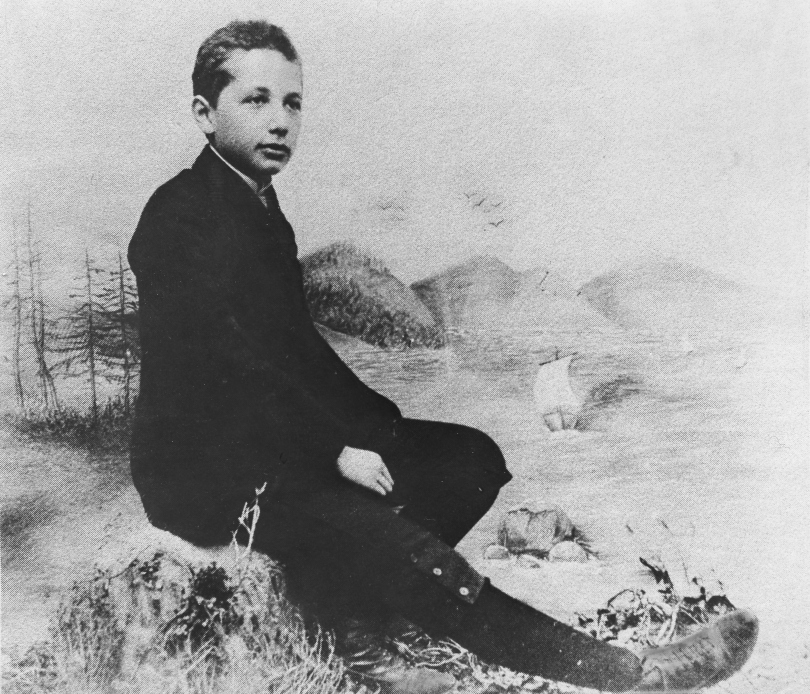
1893年、アルベルトが14歳の写真

幼少のころは、言葉を理解したり話したりするという面では問題がなかったが、言葉を出すのには時間を要した。一方で数学に関しては傑出した才能を示し、9歳のときにピタゴラスの定理の存在を知り、その定理の美しい証明を寝る間も惜しんで考え、そして自力で定理を証明した。
12歳のときに家庭教師のマックス・タルムードから、テオドール・シュピーカーのユークリッド幾何学の本をもらい独習。微分学と積分学も、この当時に独学で習得したといわれている。同じころ、医学生だったマックス・タルメイから天文学の存在を知らされ、同時に物理学に関心を示すようになったという。
1894年、父と叔父の会社が行きづまり、その結果、新たな商業的な機会を求めて一家はイタリアのミラノに引っ越すことになった。父ヘルマンはアインシュタインがギムナジウムをしっかり卒業する必要があると判断し、アインシュタインだけ同地に残されることになった。父ヘルマンはアルベルトが電気工学の道へと進むといいと考えていたのだった。
だが、アインシュタインは規則ずくめで軍国主義的な校風と対立・反発し、1894年12月末、医師に書かせた診断書を口実にして退校を申し出て、家族を追って旅をし、当時イタリアのパヴィアにいた家族のもとへとやってきた。このイタリアでの滞在中、アインシュタインは「磁界中でのエーテルの状態の調査について」という題名の短い試論を書いたという。

### チューリッヒ連邦工科大学へ
1895年、スイスの名門、チューリッヒ連邦工科大学を受験するも総合点が合格基準に足らず失敗。しかし同校の校長は、アインシュタインの数学と物理の点数が最高ランクだったため、アーラウのギムナジウムに通うこと（大学入学に必要な中等教育の諸知識を習得すること）を条件に、翌年度の入学資格を与えた。アインシュタインは1895年と96年に同校に通学した。アーラウの学校の校風は、ある程度自由が保障されており、さらにこの学校は視覚教育に力を入れていた。
ある晴れた日の昼休み、アインシュタインは学校の裏にある丘に寝転んで空を眺めていた。いつの間にか眠り込んでしまい、不可思議な夢を見た。それは、自分が光の速さで光を追いかける夢であったという。彼は目が覚めると、すぐに思考実験を試みた。これがのちの相対性理論を生み出すきっかけになったといわれている。
このころアインシュタインは教師のヨスト・ヴィンテラーの家に身を寄せていたが、その娘のマリーに恋するようになった。1896年1月、父の許可のもと、ドイツ帝国の兵役義務から逃れるためにアインシュタインはドイツ市民権を放棄した（その後にスイス国籍を取得するまで無国籍となった）。1896年9月のマトゥーラ試験（欧米で広く見られる中等教育修了試験）をアインシュタインはおおむね好成績で、特に数学と物理は 6段階評価の最高ランク「6」で、無事通過した。10月、チューリッヒ連邦工科大学への入学を許可された。同大学の、数学・物理学の教員資格を取得する4年課程の学生となったのである。同学は自由な校風で、数人の学友を得た。恋の相手だった ヴィンテラーの娘マリーは、アインシュタインよりも1歳年上で、すでに教員資格を得て、教師として着任するためにスイスのオルスベルクへと引っ越してしまった。しかし、アインシュタインは同大学でミレヴァ・マリッチという女学生と出会う。チューリッヒ連邦工科大学は当時としては女性に門戸を開いていた数少ない大学のひとつであったが、ミレヴァはアインシュタインが属した課程の6名の中で唯一の女性であった。最初は友達だった二人は、数年の年月とともにロマンス（恋愛感情）をともなう関係となり、アインシュタインがますます熱中するようになっていた物理の文献を一緒に読むようにもなった。
アインシュタインは大学の講義にはあまり出席せず、自分の興味ある分野だけに熱中し、物理の実験は最低の「1」、電気技術では優秀な「6」の成績をとった。大学時代は、化学の実験中に爆発事故を起こし、学校をパニックに陥れてしまったこともあった。彼は教師には反抗的で、授業をよく休んだ。
卒業の年である1900年に、アインシュタインは数学・物理の教員資格試験に無事合格した。アインシュタインは7月にチューリッヒ連邦工科大学を卒業したが、大学の物理学部長ハインリヒ・フリードリヒ・ヴェーバーと不仲であったために、大学の助手になれなかった。保険外交員、臨時の代理教員や家庭教師のアルバイトで収入を得ながら、論文の執筆に取り組んだ。
1901年、スイス国籍を取得。スイスもまた兵役義務を課していたが、アインシュタインは扁平足および静脈瘤の診断からこれを免除される。一般の人々には、はるか後の1987年になって若きアインシュタインが交わした手紙が研究されて、はじめて明らかにされたことだが、このころ恋人ミレヴァはアインシュタインの子を身ごもり、彼女の両親がいるノヴィ・サドへ行き滞在し、1902年初頭に娘を産んだ。二人が交わした手紙では、その子は「リーゼル」(Lieserl) と仮の名前で呼ばれていたが、出産後にミレヴァは子供をともなわずスイスへと戻ってきた。

### 特許庁への就職

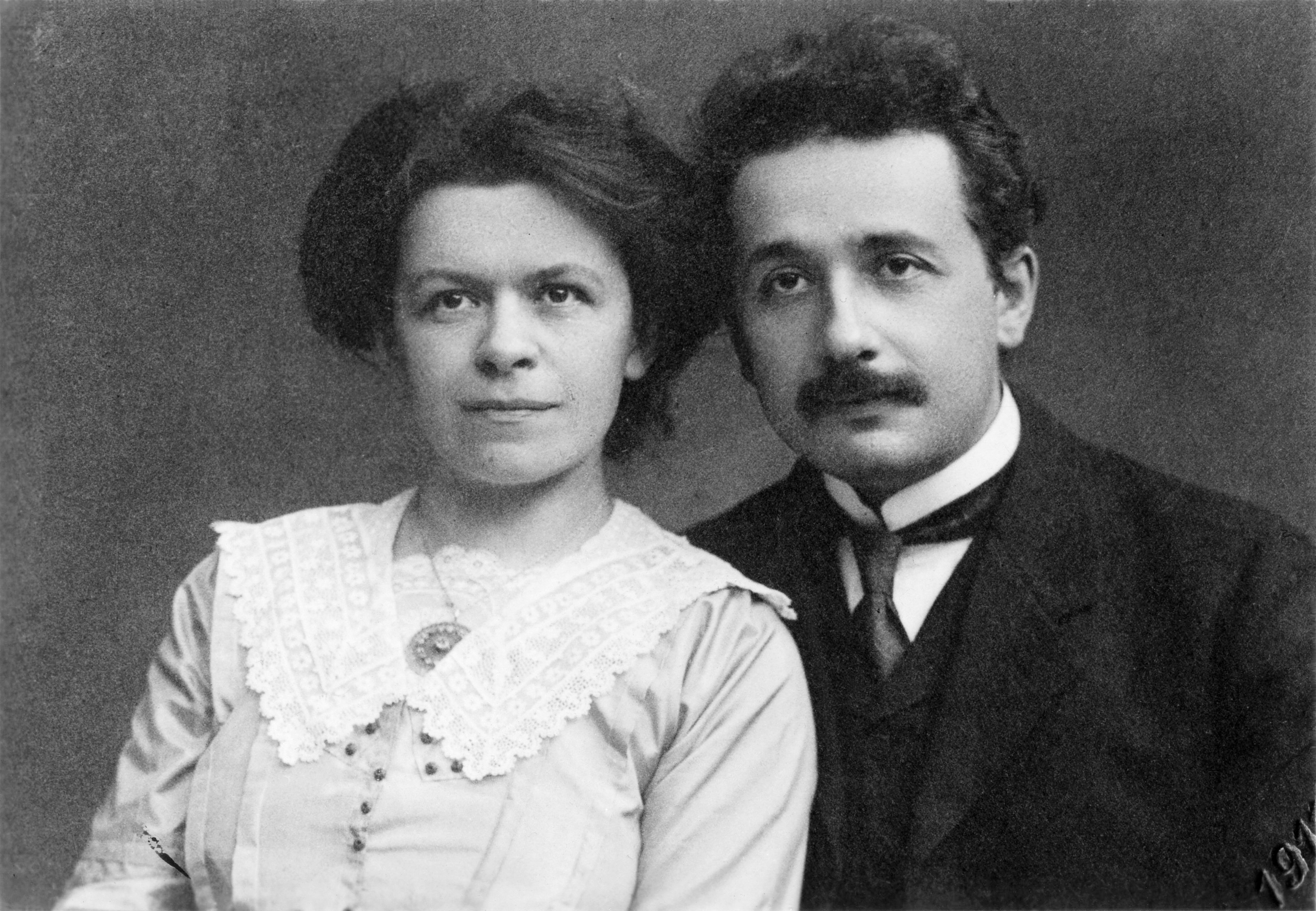
アインシュタインとミレヴァ・マリッチ

1902年、友人のマルセル・グロスマンの父親の口利きで、ベルンのスイス特許庁に3級技術専門職（審査官）として就職した。年俸は3,500スイス・フランであった。ここで好きな物理学の問題に取り組む自由がたっぷりでき、特許申請書類の中のさまざまな発明理論や数式を知る機会を得る。このころ、モーリス・ソロヴィーヌ、コンラート・ハービヒトらと「アカデミー・オリンピア」を設立した。同じころ、父ヘルマンが死去。ミラノで埋葬を済ませると、ふたたびチューリッヒに戻り、間もなくしてベルンに移った。
1903年1月6日、アインシュタインとミレヴァは正式に結婚し、アーレ川の近くにあるアパートで暮らす。翌1904年には長男ハンスを授かる。このアパート暮らしでは、アインシュタインは壁が完全な平面ではなく、歪曲している・壁と天井を結ぶ線が直線ではなく、少し曲がっているのではないか、ということが気になっていた。この考えがのちに一般相対性理論を生み出す元となった。

### 「奇跡の年」およびそれに続く数年
1905年、26歳のときに3つの重要な論文を発表する。この1905年は「奇跡の年」とも呼ばれている。「奇跡の年」およびそれに続く数年で、アインシュタインは「光量子仮説」「ブラウン運動」「特殊相対性理論」に関連する五つの重要な論文を立て続けに発表した。
1905年に博士号を取得すべく「特殊相対性理論」に関連する論文を書き上げ、大学に提出した。しかし内容が大学側に受け入れられなかったため、急遽代わりに「分子の大きさの新しい決定法」という論文を提出し、受理された。この学位論文は「ブラウン運動の理論」に発展し、アインシュタインの全ての仕事のうち最も引用件数の多い論文となった。アインシュタインがバスに乗車中にベルンの時計台（ツィットグロッゲ）の針が不動に見えることから着想した「特殊相対性理論」は、当時まったく無名の特許局員が提唱したもので当初は周囲の理解を得られなかったが、マックス・プランクの支持を得たことにより、次第に物理学界に受け入れられるようになった。
1906年、2級技術専門職へ昇進。年俸も4,500スイス・フランへと昇給された。
1907年、有名な式E=mc2を発表（1905年9月にm=L/V^2の形で既に発表している）。この年には、「箱の中の観測者は、自らにかかる力が慣性力なのか重力なのか区別ができない」という、のちの一般相対論の基礎となるアイディア（等価原理）を考案。アインシュタインはこれを「生涯最良の名案」と述べた。
アインシュタインが「奇跡の年」を過ごしたベルンのクラム通り49番地は、現在アインシュタイン・ハウスという名の記念館となっており、アインシュタイン一家が使っていた家具が当時のスタイルのまま再現されている。また、ベルン市内にあるベルン歴史博物館には、アインシュタインの業績や生涯を紹介するアインシュタイン・ミュージアムが入っている。

### 大学教授へと転職

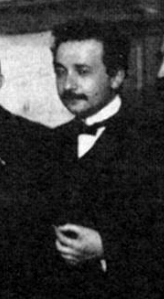
1911年のソルベー会議でのアインシュタイン

1909年、特許局に辞表を提出。チューリッヒ大学の助教授となる。この年には彼の生涯で初となる名誉博士号がジュネーヴ大学より授与された。
1910年、プラハ大学の教授となる。次男エドゥアルト誕生。1911年、ソルベー会議に招待された。この年には、プラハ大学の教授として、「光の伝播における重力の影響について」を発表し、不完全ながら一般相対性理論への挑戦が初めて試みられている。弟子のレオポルト・インフェルトはアインシュタインの思索の過程が最も現れている論文と称している。同年プランクにより、ベルリンのカイザー・ヴィルヘルム物理学研究所の所長に推薦された。
1912年、母校・チューリッヒ連邦工科大学の教授に就任（その契約は妻ミレヴァが行ったとされる）。アインシュタインはわずか1年で再びチューリッヒに戻ることになるのだが、これによりプラハ大学では彼と大学との間に問題が生じたのではないかとの噂が生じてしまう。彼はプラハ大学学長宛てに礼状を書き、これを否定したという。
1913年、プロイセン科学アカデミーの会員となる。アインシュタインはベルリンに移住した。

#### 新たな恋、家族との別居、離婚、再婚

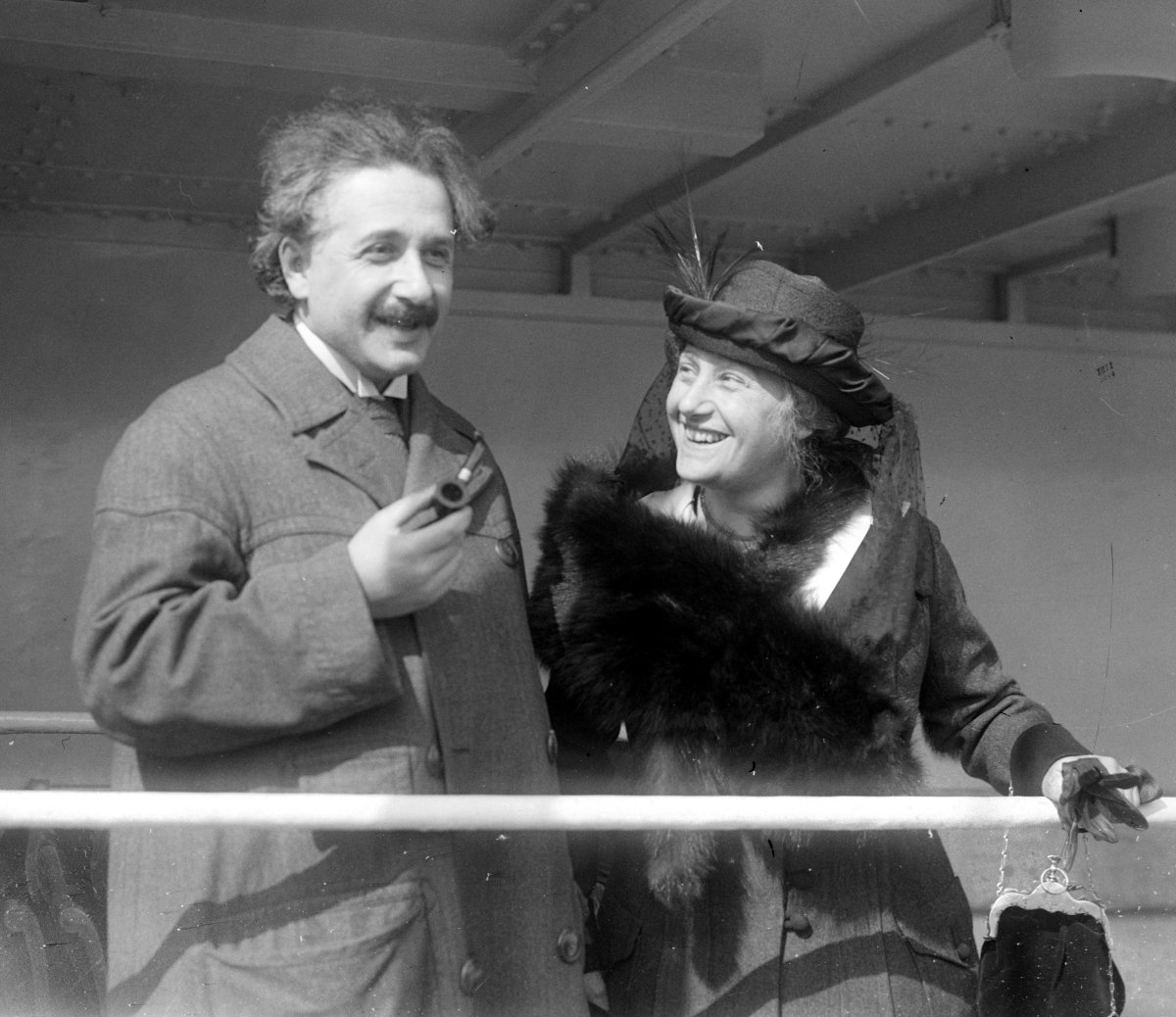
アインシュタインとエルザ

ベルリンに移住して数か月後、アインシュタインが従姉妹(アインシュタインの母親の兄弟又は姉妹と、父親の姉妹又は兄弟の間の子ども)のエルザに対して恋愛感情を抱いている、ということが妻のミレヴァに知られ、その発覚から数か月後に妻ミレヴァは長男・次男とともにチューリッヒへと引っ越す事態となり、別居状態となった。
親友のフリッツ・ハーバーの仲裁も空しく、別居生活が5年ほど続き、1919年2月に正式に離婚の手続きが完了。アインシュタインは当時、ミレヴァに対してそれなりの額を払うような金銭的な余裕はなかったため、「ノーベル賞を取ってその賞金をミレヴァに譲る」と未来に関する、相手から見て魅力的な条件を提示することで、ともかくも離婚を成立させた。当時、アインシュタインの業績から考えるに、ノーベル賞を受賞することはほぼ確定的とみなされていたため、それを相手へのオファーとして提示することができ、相手もそれを受け入れた。
離婚が成立した数ヵ月後の1919年の6月、アルベルトはエルザと再婚した。そして離婚成立の2年後、招待され日本へ渡航中にノーベル賞受賞の決定が通知された。つまり同賞受賞は、人々が理解・想像していたような学問上の名誉の観点だけでなく、ノーベル賞の賞金を受け取りそれを元妻に渡すことで、元妻との離婚一連の騒動が完全に片づけられ、落ち着かない日々がようやく終わる、という観点からもアインシュタインにとっては喜ばしいものであったのである。

#### 第一次大戦勃発と平和運動
1914年、第一次世界大戦が勃発する。この頃、知識人に向けて『ヨーロッパ人への宣言』で平和行動について書いた。
1915年、ロマン・ロランと出会う。意気投合した二人は、命がけで平和運動をしている人々を手助けする方法について話し合ったという。同年、ド・ハースと共同して、磁気モーメントに関する、アインシュタイン-ド・ハース効果を発見している。

### 一般相対性理論の発表
1916年、一般相対性理論を発表。この理論には星の重力により光が曲げられるという予言も含まれていた（これはのちに実証される）。
1917年、肝臓病や黄疸といったいくつかの病がアインシュタインを襲う。病院はけがをした兵士で一杯になっており、一般人は入院できず、自宅で療養することになる。この数年間、いとこのエルザが看病にあたる。
一般相対性理論の立証のため、クリミア半島でアメリカ人ウィリアム・キャンベルに依頼し、皆既日食の観測を試みるも、曇天のため失敗する。また、第一次世界大戦開戦でドイツのスパイと誤認され捕虜となる。
1919年、皆既日食において、太陽の重力場で光が曲げられること（いわゆる重力レンズ効果）がケンブリッジ天文台のアーサー・エディントンの観測により確認されたが理論の立証にはまだ不充分であった。しかし、このことにより一般相対性理論は物理学理論としての一定の地位を得る。このことは世界のマスコミにも取り上げられ、これによってアインシュタインの名は世界的に有名となった。一方、彼がユダヤ人であるとの理由から、ドイツ国内における彼と相対性理論に対する風当たりは強かった。なお、アインシュタインの親友のフリッツ・ハーバーもユダヤ人であったが、ハーバーのほうはアインシュタインとは異なった道を進み、ドイツ軍に協力して毒ガス兵器の開発に力を貸した。
キャンベルは、アメリカ・ワシントン州で再度日食を観測、曇天の隙間があり撮影には成功したが立証にはいたらなかった。しかし敵国人アインシュタインの名がアメリカで初報道された（上記エディントンの観測を取り上げた世界のマスコミの中にアメリカThe New York Times 1919年11月10日の記事がある）。
この間、理論の証明は日食観測によるよりも数式上の確度の立証に移り、水星軌道の変則性から、ニュートンの理論の誤りを数学者のダフィット・ヒルベルトとほぼ同時に発見したが、ヒルベルトはその功績をアインシュタインに譲った。
ケンブリッジ天文台のエディントンは戦勝国者だったため、戦後も自由に海外渡航ができ、アフリカのプリンシペのジャングルで日食を観測、理論の立証を発表したが、学会での認証は得られなかった。1922年に皆既日食が豪州で観測されるとあって、キャンベルをはじめ七つの観測隊が派遣されたが、キャンベル隊のみが撮影に成功し、重力レンズ効果の存在を観測によって実証（立証）、これによって一般相対性理論は妥当性のある理論だと学会でも認められるようになった。

### 世界各地への訪問
1921年、カイム・ワイズマンの提案により、イギリス委任統治領パレスチナのエルサレムに創立予定のヘブライ大学建設資金を調達するためにアメリカを訪問し、その帰りにイギリスも訪問した（ここではニュートンの墓を訪ねた）。
1922年3月にフランスを訪れたほか、10月には日本への訪問を目的に夫婦で客船「北野丸」に乗船。11月17日に訪日したアインシュタインは、その後43日間滞在し、大正天皇に謁見している（#アインシュタインと日本参照）。また、日本へ向かう最中、11月9日にアインシュタインは前年度に保留されていた1921年度のノーベル物理学賞受賞の知らせを受けている。受賞理由は「光電効果の発見」によるものであった。当時、アインシュタインが構築した相対性理論について「人類に大きな利益をもたらすような研究と言えるのかと言えば疑問」との声があり、さらには「ユダヤ的」であるとするフィリップ・レーナルトあるいは、ヨハネス・シュタルクなどノーベル物理学賞受賞者らの批判があった。ノーベル委員会は、これらの批判を避けるために、光電効果を受賞理由に挙げたと言われている。なお、受賞に際して賞金も授与されたが、これはアインシュタインが近々自身のノーベル賞授与を予測しており、賞金を渡す前提条件に離婚していたため、かつての妻ミレヴァに渡したとされる。
1923年、日本を出国した後、エルサレム、スペインを訪問しドイツへと戻る。7月11日にスウェーデンのヨーテボリでノーベル賞受賞の講演を行っている。
1925年、インドの物理学者サティエンドラ・ボースからの手紙をきっかけとして、ボース＝アインシュタイン凝縮の存在を予言する論文を発表。また、この時期に行っていた誘導放出の研究が、のちのレーザーの開発につながることになった。
1929年、ベルギー王家を訪問。ベルギー王妃エリザベートと親交を交わす。
1930年、ベルリン郊外、カプートという町に別荘を建てる。
同年11月、レオ・シラードと共同でガス吸収式の家庭用冷蔵庫の特許を申請する。
1932年、アメリカへ3度目の訪問をすべくドイツを発つ。しかし、翌年にはドイツでアドルフ・ヒトラー率いるナチスが政権を獲得。以後ユダヤ人への迫害が日増しに激しくなっていったため、アインシュタインがドイツに戻ることはなかった。
1933年、ベルギー王妃の厚意により、ベルギーの港町デ・ハーンに一時身を置く。しかしこの町はドイツとの国境に近かったため、ドイツの手が及ぶのを恐れたアインシュタインはイギリス、スイスへの旅行の後、再度イギリスへと渡る。その後アメリカへと渡り、プリンストン高等研究所の教授に就任。また、プロイセン科学アカデミーを辞任。なお、この年にはアインシュタインの別荘をドイツ警察が強制的に家宅捜索するなどという出来事もあった。その後ドイツはアインシュタインを国家反逆者とした。

### アメリカへの移住
1935年、ボリス・ポドリスキー、ネイサン・ローゼンとともにアインシュタイン＝ポドルスキー＝ローゼンのパラドックス（量子力学と相対性理論の矛盾）を発表する。また、アメリカでの永住権を申請、取得する。アメリカ国籍も申請。
1936年、ローゼンとともに位相幾何学上の仮説としての時空構造「アインシュタイン＝ローゼン橋」（のちにジョン・アーチボルト・ホイーラーによってワームホール（1957年）と命名された）の概念を発表する。この年に妻のエルザが死去。
1939年、当時のアメリカ合衆国大統領であったフランクリン・ルーズベルト宛ての、原子力とその軍事利用の可能性に触れた手紙に署名。その手紙は「確信は持てませんが、非常に強大な新型の爆弾が作られることが、十分に考えられます。この爆弾一つだけでも、船で運んで爆発させれば、港全体ばかりかその周辺部も壊すことができるほどの威力を持っています」という内容だった。
1940年、アメリカ国籍を取得。1943年、アメリカ海軍省兵器局の顧問に就任。魚雷の起爆装置の改善に尽力した。
1945年、広島市への原子爆弾投下報道に衝撃を受ける。9月2日に第二次世界大戦終結。連合国の一員であるアメリカは戦勝国となったが、アインシュタインは「我々は戦いには勝利したが、平和まで勝ち取ったわけではない」と演説する。
1946年、原子科学者緊急委員会議長の役目を引き受ける。また、国連総会に世界政府樹立を提唱する手紙を送る。

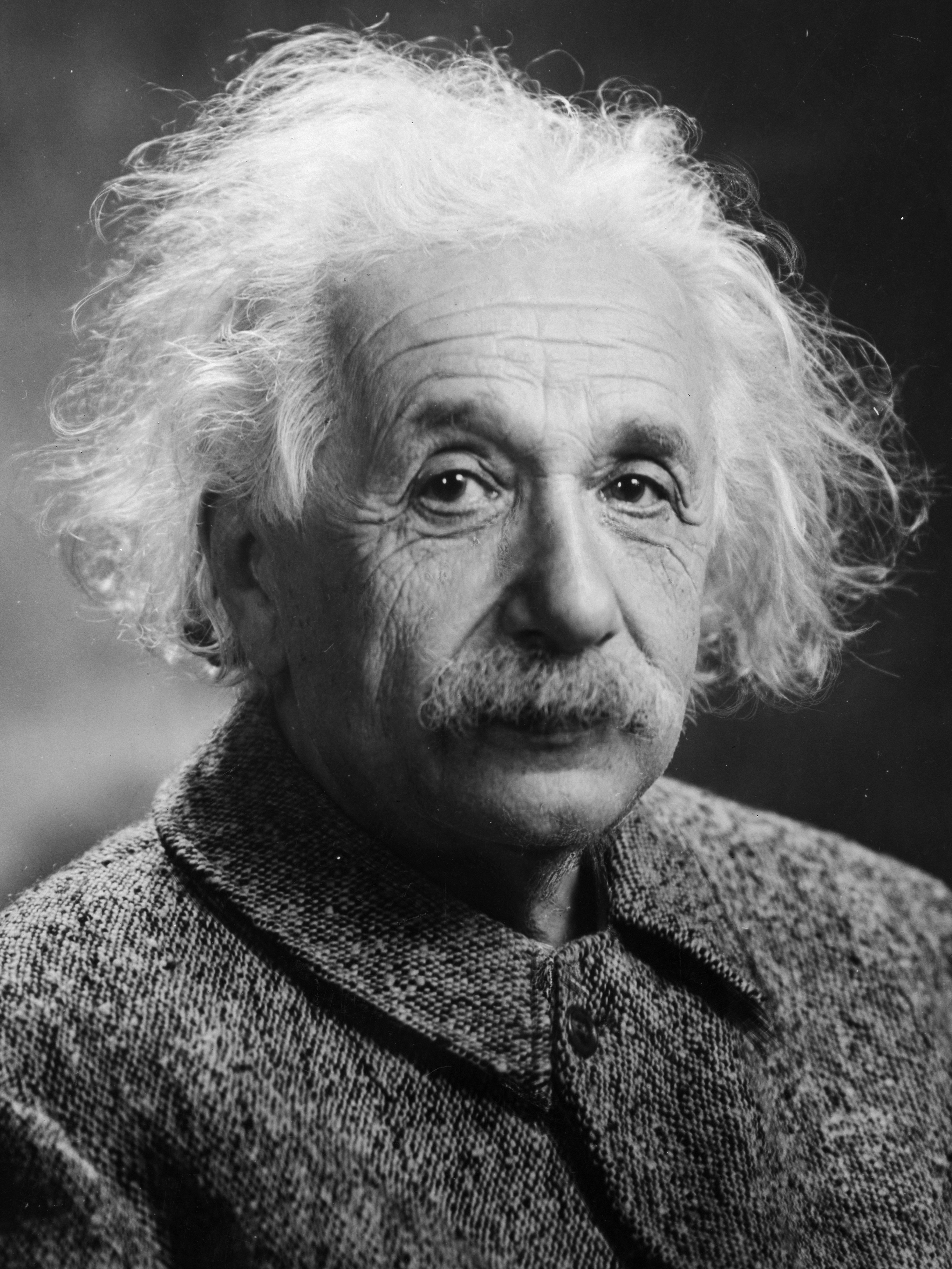
Oren J. Turnerによる写真（1947年）

1948年、イスラエル建国。アインシュタインはハンナ・アーレントらユダヤ系知識人と連名で、訪米中のメナヘム・ベギンとその政党ヘルートをファシストと呼び、イスラエルのデイル・ヤシンの虐殺事件などのテロ行為を非難する書簡をニューヨーク・タイムズ紙上に発表する。なおこのころ、アインシュタインの腹部大動脈に大きな動脈瘤が存在することが手術の結果判明する。
1952年、イスラエル初代大統領ハイム・ヴァイツマンが死去したため、イスラエル政府はアインシュタインに対して第2代大統領への就任を要請したが、彼はこれを辞退した。しかし、自分がユダヤ人であることを決して忘れてはおらず、著作権をヘブライ大学に贈った。
1954年、「人間は肉食動物ではない」と主張してベジタリアンの生活を実践するようになった。「人間の健康を高め、地球生命の存続を確かなものとする点で、菜食に勝るものはない」とも述べている（発言年不詳）。

### 死去
核兵器廃絶や戦争根絶・科学技術の平和利用などを世界各国に要請する内容のラッセル＝アインシュタイン宣言へ哲学者バートランド・ラッセルと共に1955年4月11日（月）に署名。建国7周年を迎えるイスラエルと同国国民へ寄せるラジオ放送に関する打ち合わせ後、心臓付近の痛みに4月13日に倒れる（腹部動脈瘤の肥大）。
プリンストン病院に4月15日に入院し、手術を周囲に勧められるが拒否。入院中に駆けつけた長男ハンスと面会したほか、病院でも研究を続けるため必要用具を持って来るよう秘書に電話をかけている。そして入院中のプリンストン病院にて4月18日（月）午前1時すぎに死去（満76歳）。彼は死の間際にドイツ語で最後の言葉を遺したが、その場にいた看護師がドイツ語を理解できず彼が最後に何を言ったかは不明である。
アインシュタインの死後、同年7月9日には彼が生前に署名したラッセル＝アインシュタイン宣言が発表されたほか、12月17日にはプリンストンで彼を偲ぶコンサートが開かれ、モーツァルトのピアノ協奏曲第26番、バッハのカンカータ第106番などの曲目が演奏された。
1999年、ライフ誌の「この1000年で最も重要な功績を残した世界の人物100人」に選ばれている。同年、アメリカのニュース週刊誌『タイム』は、アルベルト・アインシュタインを「パーソン・オブ・ザ・センチュリー」（20世紀の人）に選出した。

## 政治的活動

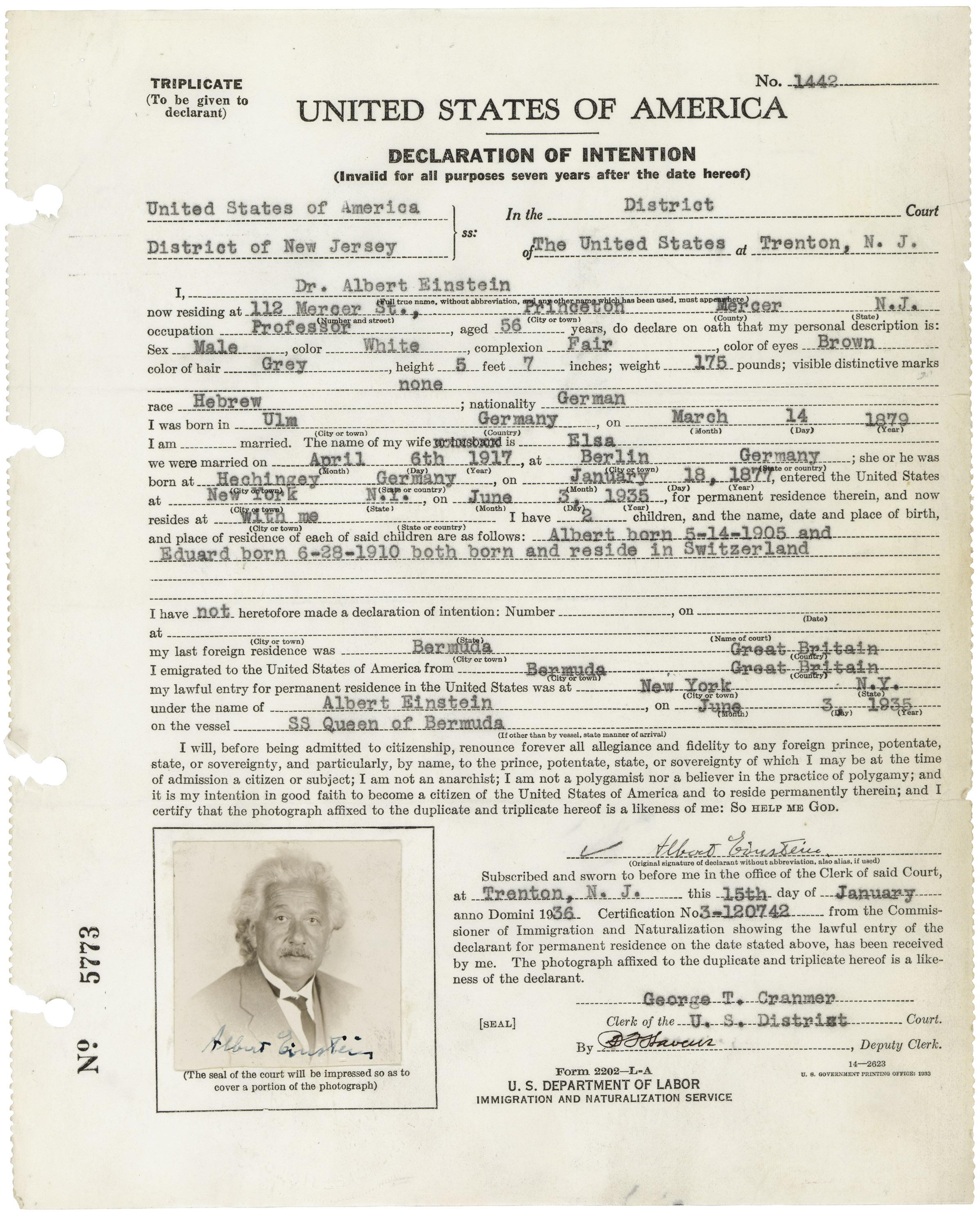
アインシュタインが提出したアメリカ合衆国帰化申請書

科学的業績によって得た世界的名声を背景に、アインシュタインはさまざまな政治的発言を行った。第一次世界大戦中は平和主義を掲げ、戦争を公然と批判した。「2%の人間が兵役拒否すれば、政府は戦争を継続できない。なぜか、政府は兵役対象者の2%の人数を収容する刑務所を保有していないんだ」と発言し、反戦運動に影響を与えた。しかし、第二次世界大戦の際は、戦争へのアイロニーとして、「最早、兵役拒否は許されない」と発言し、同時代人の文学者ロマン・ロランからのちに痛烈に批判された。また、ユダヤ人である彼は、ユダヤ人国家建設運動であるシオニズムを支援した。このためナチス・ドイツから迫害を受け、アメリカに亡命した。
一部には「アインシュタインが原子爆弾の理論を発見した」あるいは「アインシュタインが原子爆弾の開発者」という誤解も広く存在するが、質量とエネルギーの関係式：E=mc²は、あらゆるエネルギーについて成り立つ式であり、特に原子力に関係した公式ではない。また、アインシュタインはマンハッタン計画については一切関与していない。しかしながら、レオ・シラードの勧めにより当時のアメリカ大統領フランクリン・ルーズベルト宛への手紙（写真）に署名したことは事実であり、その手紙の内容は以下のようなものであった。
| - 近い将来にウラン元素が新たに重要なエネルギー源になると予想されること。 - フランスのジョリオ=キュリーならびにアメリカのフェルミとシラードの研究により、大量のウラン中で連鎖核反応を起こすことができるようになる可能性がきわめて高い、ということ。 - その連鎖核反応においては、莫大なエネルギーとラジウムに似た新種の元素が大量に作り出されるであろうこと。 - この研究が進めば爆弾の製造にも応用され、新しいタイプのきわめて強力な爆弾が作られるということにもなるかもしれないこと。 - その爆弾は巨大なものになり、飛行機による爆撃は不可能と思われるものの、船によって輸送して爆発させた際には港湾施設等を広域にわたって破壊しうるということ。 - ウランのもっとも重要な産地であるベルギー領コンゴなど含め、合衆国へのウラン鉱石の供給を確保することに特に関心を寄せること。 - 政府と物理学者たちとの間に恒常的な接触をもたせるべきである、ということ。具体的には、大統領への以下の提案を含む。 - 政府の省庁を通じて、さらなる開発のための周知徹底を図り、またウランの供給の実現に注意を向けさせるための政府行動を起こすよう勧告を行うこと。 - 寄付を惜しまない私人への接触を通じて基金を設立し、また必要な装置をもっている企業研究所の協力を取り付けることによって、開発を促進すること。 - ドイツがウランの販売を停止したことは、ウランの研究がカール・フリードリヒ・フォン・ヴァイツゼッカーを中心として国家単位で行われていることを意味する、ということ。 |

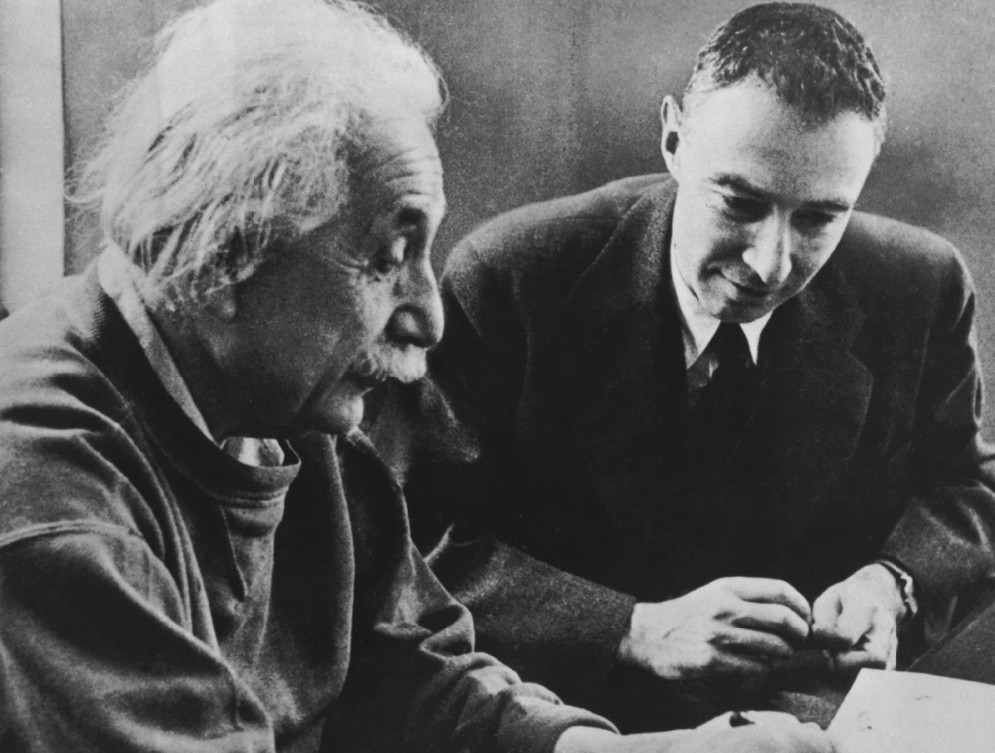
アインシュタインとロバート・オッペンハイマー

この手紙はシラードが接触を図っていたアレクサンダー・ザックスを介して、1939年10月にフランクリン・ルーズベルトに渡された。その結果、ルーズベルトによりウラン諮問委員会が作られ、アインシュタインの提言が検討されることになり、黒鉛・天然ウラン原子炉の研究についての資金援助が決定した。ただし、「原子爆弾については、はっきりしないことが多すぎた」ため、原爆の開発は見送られた。
しかし、2年後の1941年秋にはアメリカで原子爆弾の開発・製造が開始した（マンハッタン計画）。これは41年夏以降、イギリスの科学者たちによる「原爆製造は可能である」とする検討結果がアメリカに伝わるようになったためとされる。 このとき、アインシュタイン自身はマンハッタン計画への協力を求められることはなかった。国防研究委員会委員長であったヴァネヴァー・ブッシュはその理由について、アインシュタインの過去の平和主義やシオニズムの政治的傾向からみて彼は機密を守れない可能性があったからとした。
アインシュタインの死後、バートランド・ラッセルはラッセル・アインシュタイン宣言を発表しパグウォッシュ会議を創設した。また世界連邦の樹立を提唱するなど、多くの平和的言動を残した。

## 人物像

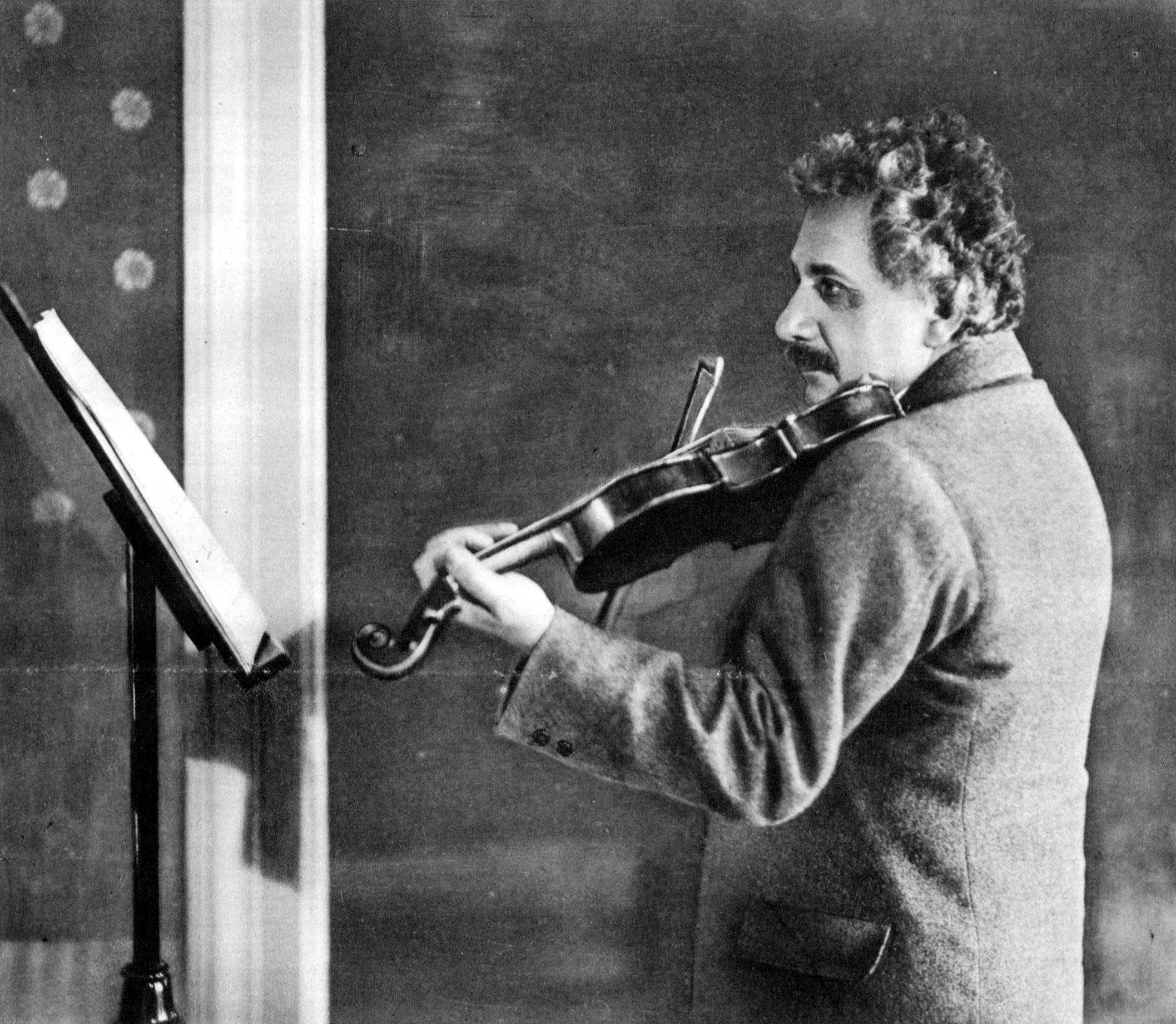
ヴァイオリンを演奏するアインシュタイン

- 趣味はヴァイオリンで、公の場でもしばしば演奏した。しかし、ピアニストで友人のアルトゥール・シュナーベルとアンサンブルを行った際、何度も拍の勘定を間違えるため、シュナーベルから「君は数も数えられないのか」と呆れられたという。また、「ヴァイオリンの名手であった」という風評が一般的であるが、当時の高名なヴァイオリニストからは「相対的に良い」（relatively good）と評価されている。
- 最初の妻だったミレヴァとの間に息子が2人。長男のハンスは、カリフォルニア大学バークレー校で流体力学関係の教授を務めた。次男のエドゥアルトは、医学を学んでいたものの、学生時代に統合失調症を発し、亡くなるまで精神病院で過ごした。そのため、病跡学上（エピ・パトグラフィー）の対象ともなっている[25]。後年公開された資料では、ミレヴァとの破局はアインシュタインの家庭内暴力が一因であり、精神を患ったエドゥアルトに対しても、非常に冷淡な態度を取り続けたことが公表されている。なお、再婚相手であるエルザには前夫との間に娘が2人いたが、再婚に伴い彼女たちもアインシュタイン姓を名乗ることとなった。なお、ミレヴァとの間には最初の子であるリーゼルという長女がいたとされるが、生まれてすぐに養女に出してしまったとされ、早世したのかその後の消息も不明となっている。[注釈 15]
- 人前ではめったに笑顔を見せたことがなかったと言われている。自身が舌を出しているもっとも有名な写真は、1951年3月14日、アインシュタインが72歳の誕生日に、INS通信社カメラマンだったアーサー・サスの「笑ってください」というリクエストに危うく応えそうになってしまい、とっさにそれを隠そうとした表情を撮ったものである。アインシュタインは元々写真嫌いで、マスコミのしつこい写真の要求に対してわざと写真として使い物ならないような表情を取ってマスコミに悪態をついたということである。しかし、その写真は、アインシュタイン本人もお気に入りで、9枚焼き増しを頼んだほどである。この写真は、1951年度のニューヨーク新聞写真家賞のグランプリを受賞した。また、切手にもなった。
- 1924年、ルイ・ド・ブロイがソルボンヌ大学の博士論文を提出した際、教授陣は誰もその論文を理解できなかった。教授の一人がアインシュタインに助言を求めたところ「この青年は博士号よりノーベル賞を受けるに値する」との返答を得た。その5年後にルイは、本当にノーベル賞を受賞した。[26]
- 大の親日家である。改造社の招待で訪日したアインシュタインは、講演の合間に観光。特に気に入ったものは「新橋橋善」の天ぷら弁当で、そこに添えられていた「新橋玉木屋」の昆布の佃煮を好んだ。
- 手紙好きであり、有名になってからも1万通以上も手紙をやり取りしていたという。
- 晩年は、他者の論文を読むことがなくなっており、弱い力も知らなかったと言われる[27]。
- 睡眠時間は、1日10時間の長時間睡眠（ロングスリーパー）だったという。
- 当時の靴下はすぐに破れてしまうため嫌いで、常に靴を素足のまま履いていたという。
- 音楽学者でモーツァルトの研究者のアルフレート・アインシュタインを従弟と見なす文献もあるが[28]、二人は無関係だ、とする説もある[29]。

### 発言、語録
- 特許庁の審査官を務めていたころ、「君ほどの人物が大学に残れないのは納得がいかない」と言われたことがあったが、「研究は大学でしかできないわけじゃないよ。だって、こうして君とお茶を飲みながらでも議論ができるじゃないか。ここは私にしてみれば、実に立派な研究室だよ」と言い返したことがある。
- 「第三次世界大戦が起こったら、どのような兵器が使われると思いますか？」というインタビューを受けたアインシュタインは「第三次世界大戦についてはわかりませんが、第四次世界大戦ならわかります。石と棍棒でしょう」と答えた、とされることがある。これは実際はトルーマン大統領に宛てた書簡の中で述べられている一節であるとされる[30][31]。なお、スノープスが2018年に行ったファクトチェックによると、上記の「トルーマンに宛てた書簡」の存在は発見されておらず、最も初期の記録は『バークシャー・イーグル（英語版）』紙が1948年6月28日付けで伝えた「1947年3月にアインシュタインが友人グループとのディナーパーティーで行った発言」や、1949年にLiberal Judaismがアインシュタインとアルフレート・ヴェルナーとの鼎談である「70歳のアインシュタイン」("Einstein at 70")なる題名で公表したインタビュー記事などに、同様の発言が逸話として参照されていたという。スノープスはまた、「アインシュタインの発言」の6ヶ月以上前の1946年9月25日に、『ゼーンズビル・シグナル』紙がビキニ環礁で行われた核実験クロスロード作戦に参加した無名の陸軍中尉の発言として伝えた皮肉に、ほぼ同様の内容が見られる事を突き止めており、これらの調査結果から「石と棍棒」発言はアインシュタインの知性に基づいた固有のものではなく、当時の核物理学者や核兵器の威力を直接目の当たりにした軍人達の共通した認識だったのではないかと結論付けており、1955年のラッセル＝アインシュタイン宣言からも分かるように、アインシュタインもその認識を強く持つ人物の一人だったに過ぎないとの調査結果を発表している[32]。
- 「科学技術の進歩というのは、病的犯罪者の手の中にある斧のようなものだ」（Technological progress is like an axe in the hands of a pathological criminal.）[33]
- 服装に気をつかってはどうかと言われた際、「肉を買ったときに包み紙の方が立派だったら侘びしくはないか」とやりかえしたことがあるという。
- 自身が構築した相対性理論（における時間の相対性）に関して物理学の門外漢から尋ねられたとき、「熱いストーブの上に1分間手を当ててみて下さい、まるで1時間くらいに感じられる。では可愛い女の子と一緒に1時間座っているとどうだろう、まるで1分間ぐらいにしか感じられない。それが相対性です」と、ユーモアで答えた。
- ノーベル賞受賞後、ニューヨークである少女に数学を教えていたことがあった。少女の母親が、娘の家庭教師がアインシュタインと知って、慌てて彼の元を訪れたが、そのとき彼は「私が彼女に教える以上のことを、私は彼女から教わっているのだから、礼には及びません」と返答した。
- 簡単な数字や記号を記憶することが苦手だったとされる。ある新聞社のインタビューの中で、光速度の数値を答えられず、記者から揶揄されると「本やノートに書いてあることをどうして憶えておかなければならないのかね？」とやりかえしたという。
- 日本のお辞儀という文化にもいたく感動した。アメリカに滞在中の湯川秀樹のもとを訪ね、「原爆で何の罪もない日本人を傷つけてしまった。こんな私を許してください」と激しく泣き出し、深々とお辞儀を繰り返したという逸話があるほどである。なお、この姿を見た湯川は「学者は研究室の中が世界のすべてになりがちだが、世界の平和なくして学問はない」という考えに至り、世界平和のための運動に力を入れるようになったという。[34]
- 日本に原爆が落とされたとの一報を受けたとき、「O weh!（ああ、何て事だ！）」と漏らしたと伝えられている。
- 死去する前年の1954年に、「もしヒロシマとナガサキのことを予見していたなら、1905年に発見した公式は破棄していただろう」と語った[34]。
- 日本のネット上で、アインシュタインが述べたとされるいくつかの言葉が出回っているが、そのほとんどはアインシュタインによるものではない。例としては、「日本が世界の盟主になる」とした予言（アインシュタインの予言）や、「『複利』は人類史上最大の発見」とするもの、またそこから派生した「アインシュタインの72の法則」と呼ばれるものなどである。

### 世界観、宇宙観、宗教的感覚
アインシュタインは「自然法則こそが神」であり「≪人格のある神≫はいない」とする考えを持っていたともいう。
「アインシュタインの神秘主義は、哲学者のピタゴラスとスピノザの折衷である」と分析されてきており、1954年の著書 Ideas and opinions 『概念と見解』には、彼のそうした見解が述べられている。それは次のようなものである。
擬人的な神を据え置くというレベルの宗教を超えた場合には第三の宗教体験が存在し、それをアインシュタインは「宇宙的宗教感覚」と名付けた。この感覚の中では≪擬人的な神≫の概念はまったくないし、体験したことのない者にこの感覚を説明するのは難しい、ということである。また「宗教のない科学はかたわ、科学のない宗教は盲目」と例え、「理性における成功を強く体験した者は誰しも万物にあらわれている合理性に畏敬の念を持っている」とし、「科学、宗教、芸術など様々な活動を動機づけているのは、崇高さの神秘に対する驚きだ」としていた。

### アインシュタインのグァルネリ
ストラディヴァリウスと双璧を為すヴァイオリンの名器、グァルネリ・デル・ジェスは、アインシュタインが所有していたことで知られている。アインシュタインは6歳でヴァイオリンを始め、1895年に編入したスイスの学校では、仲が悪い級友が学生食堂でヴァイオリンを弾くアインシュタインの演奏に聴き入った、という逸話が残されている。そのアインシュタインが使った最も高価な楽器と言われるのがグァルネリである。このヴァイオリンは、1931年冬にアインシュタインに貸し出された。1727年に作製されたヨーゼフ・グァルネリ・デル・ジェスがこのヴァイオリンであるとされており、アインシュタイン自身が愛した女性に贈ったという逸話がある。その後、パリ音楽院を首席で卒業した日本生まれの演奏者などがこのグァルネリを演奏することもあり、日本で演奏を聴く機会も多い（外部リンク・アインシュタインのグァルネリを演奏した演奏家のページ参照）。

## アインシュタインの脳
アインシュタインの遺体は焼却され灰は近くのデラウェア川に流された。しかしアインシュタインの遺体の検死を行った解剖学者トマス・シュトルツ・ハーヴェイは遺族の承諾を得ずに、脳だけを自宅に持ち帰り、40年間も手元に置いていた。スライスした切片を求めに応じて知人に配布し、その後世界各地の博物館・科学館でアインシュタインの脳の切片の展示が行われるようになった。晩年、彼は脳の残りをアインシュタインの孫娘に返却している。
アインシュタイン研究者で近畿大学の杉元賢治は彼の脳の一部を入手しており、その過程はBBCのドキュメンタリー番組『アインシュタインの脳』で見ることができる。
2018年にはNHKが、散逸した脳の所在を調査したドキュメンタリーを制作している。

## アインシュタインと日本
都市、大学名や肩書きなどの名称は当時のもの。現在の名称はリンク先参照

### 日本との接点
1912年（明治45年/大正元年）、東北帝国大学初代総長の澤柳政太郎が、ドイツ帝国・ミュンヘンに留学中の石原純（東北帝国大学理科大学理論物理学助教授）宛てに手紙を出し、年俸1万5000マルク（約7,500円）、3年の任期で、アインシュタインを1911年（明治44年）に新設された東北帝国大学理科大学の教授として招聘できないか打診したが、断られ実現しなかった。
1921年（大正10年）、アインシュタインは日本からドイツに留学していた鈴木鎮一（音楽教育家、1898-1998）の面倒をみることになった。鈴木は徳川義親の渡欧に同行した人物で、ドイツでベルリン高等音楽学校教授カール・クリングラーに師事していた。当初、鈴木は医学部教授のミヒャエルス教授のもとで生活していたが、アメリカの大学に招聘されたためミヒャエルス教授はアインシュタインに鈴木のことを託した。鈴木はアインシュタインがバッハのシャコンヌ（無伴奏ヴァイオリンのためのソナタとパルティータBWV1004-5）を好んでおりヴァイオリンの演奏は自分よりも上手いと思ったという。アインシュタインは鈴木を通じて日本人の人となりを知るきっかけになったといわれている。

### 日本での講演
1922年（大正11年）、「出版業界きっての立役者」と名を馳せた改造社創業者・山本実彦は、同出版社および雑誌「改造」が日本に招致したバートランド・ラッセル、マーガレット・サンガーに次ぐ「世界的名声人士」として、懇意になっていたアインシュタイン博士を妻エルザとともに日本に招待することにした。招待する側には、講演収入と同出版社の招待者特集本の売上増の見込みもあったが、日本は当時大正デモクラシーの時期であり、アインシュタイン来日は社会的にも大きな意味を持っていた。招かれたアインシュタインの側は、ラフカディオ・ハーンが記した美しい日本を実際に自分の眼で確かめることと、科学の世界的連携によって国際関係を一層親善に導くことが訪日の目的である、と語っている。
日本滞在は1922年11月17日から12月29日までの43日間となった。

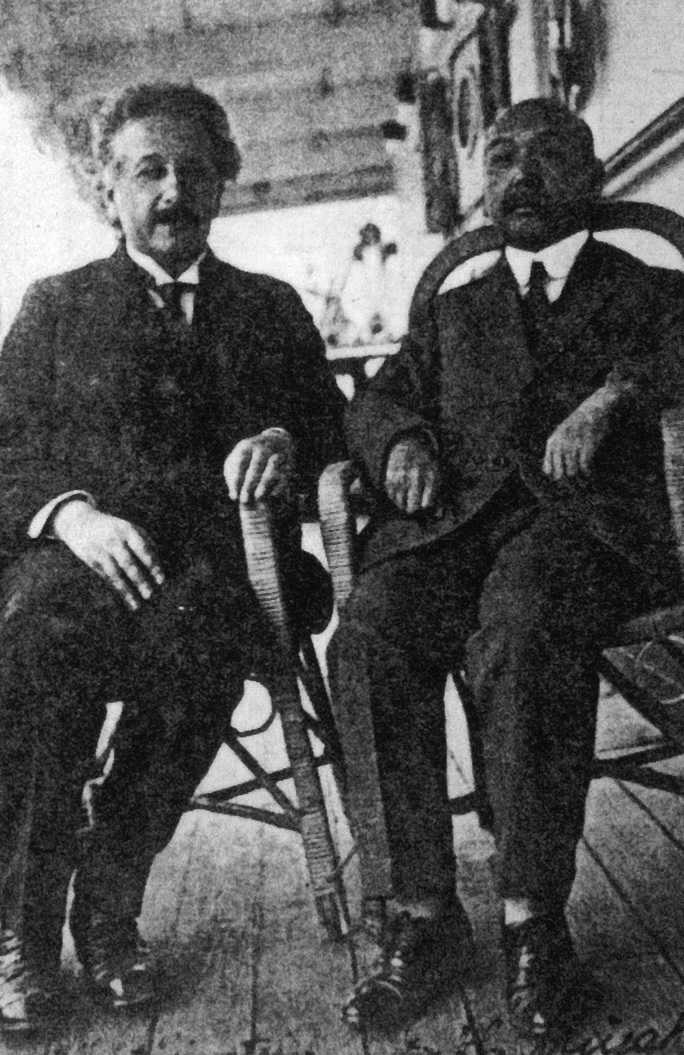
マルセイユから日本に向かう船上でのアインシュタインと三宅速（1922年10月）

10月8日、フランス南部・地中海に面したマルセイユから日本郵船「北野丸」で出港。香港から上海へと航海中の11月10日、スウェーデン科学アカデミーが、アインシュタインに1921年度ノーベル物理学賞を授与することを発表し、船上でこの電報を受けた。このニュースは日本国内にも伝えられ、結果、日本各地で更なる歓待を受けることとなった。11月13日午前11時、上海に入港。14日朝、上海を出港し神戸に向かった。
11月17日16時すぎに神戸港に到着。出迎えたのは、改造社の山本実彦夫妻、そして、東京帝国大学教授の長岡半太郎、女性問題ですでに大学を辞職していた東北帝国大学元教授だった石原純と教授の愛知敬一、九州帝国大学教授の桑木彧雄（石原と愛知は長岡の弟子。石原と桑木はアインシュタインとスイスにて面識があった）。集まった歓迎の群集や新聞記者の様子を見て、当時のドイツ大使館は「凱旋行進のようだ」と本国に報告している。17:00三宮駅発の汽車で京都に向かい、その夜は京都の都ホテルに宿泊した。翌18日、9:15発の特急で東京に向かい、19:20東京駅着。駅には歓迎の群集が押し寄せ、投宿する帝国ホテルに到着するのに通常は車で5、6分程度のものの、相当の時間が必要だったと記録されている。
一般講演は入場料3円（オペラの上等席に匹敵）で、休憩を挟んで4-5時間程度であった。講演回数は6回の予定だったが、結局、東京市2回と仙台市・名古屋市・京都市・大阪市・神戸市・福岡市で各1回の計8回行われ、14,000名ほどの聴衆を集めた。講演の通訳は、東北帝大元教授で、助教授時代にアインシュタインのもとに留学した石原純が行った。東京帝大での学術講義では、全国から集まった学者・学生120名が聴き入った。
なお、この訪日の際に人力車に乗ることを薦められたが、非人道的な奴隷労働と解釈し、乗車を拒否したことがある。

#### 日程

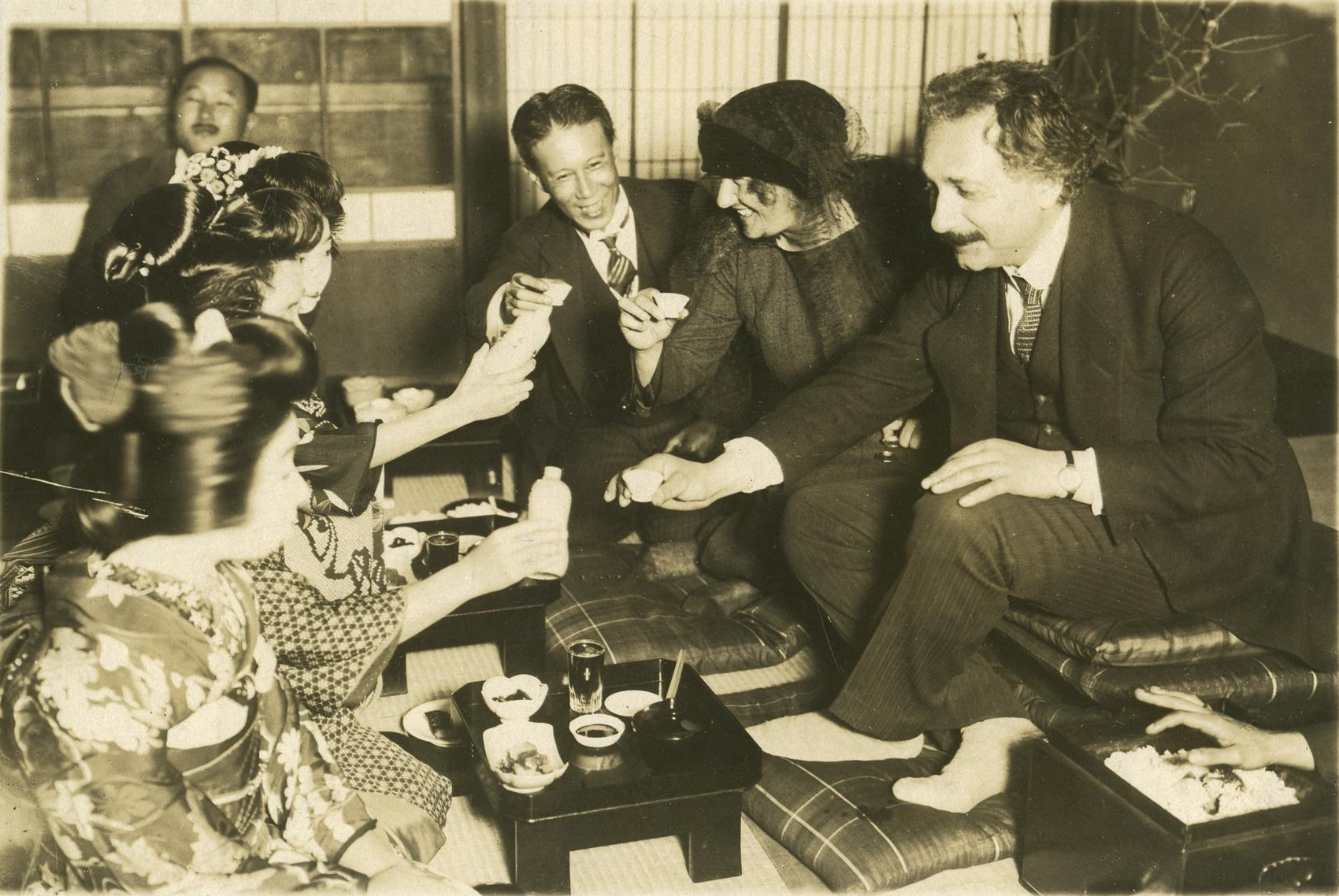
日本で歓待を受けるアルベルトと妻エルザ（1922年11～12月ころ）

- 11月19日（日）、慶應義塾大学三田大講堂で2千数百名の入場者を集めて一般講演[47][48]。「特殊相対性理論について」「一般相対性理論について」
- 11月20日（月）午後、小石川植物園で開かれた学士院の公式歓迎会に出席。参加者は穂積陳重、長井長義、通訳を務めた長井夫人のテレーゼら。夜は明治座で日本の芝居を見物。
- 11月24日（金）、神田青年会館で一般講演[48]。「物理学における空間および時間」

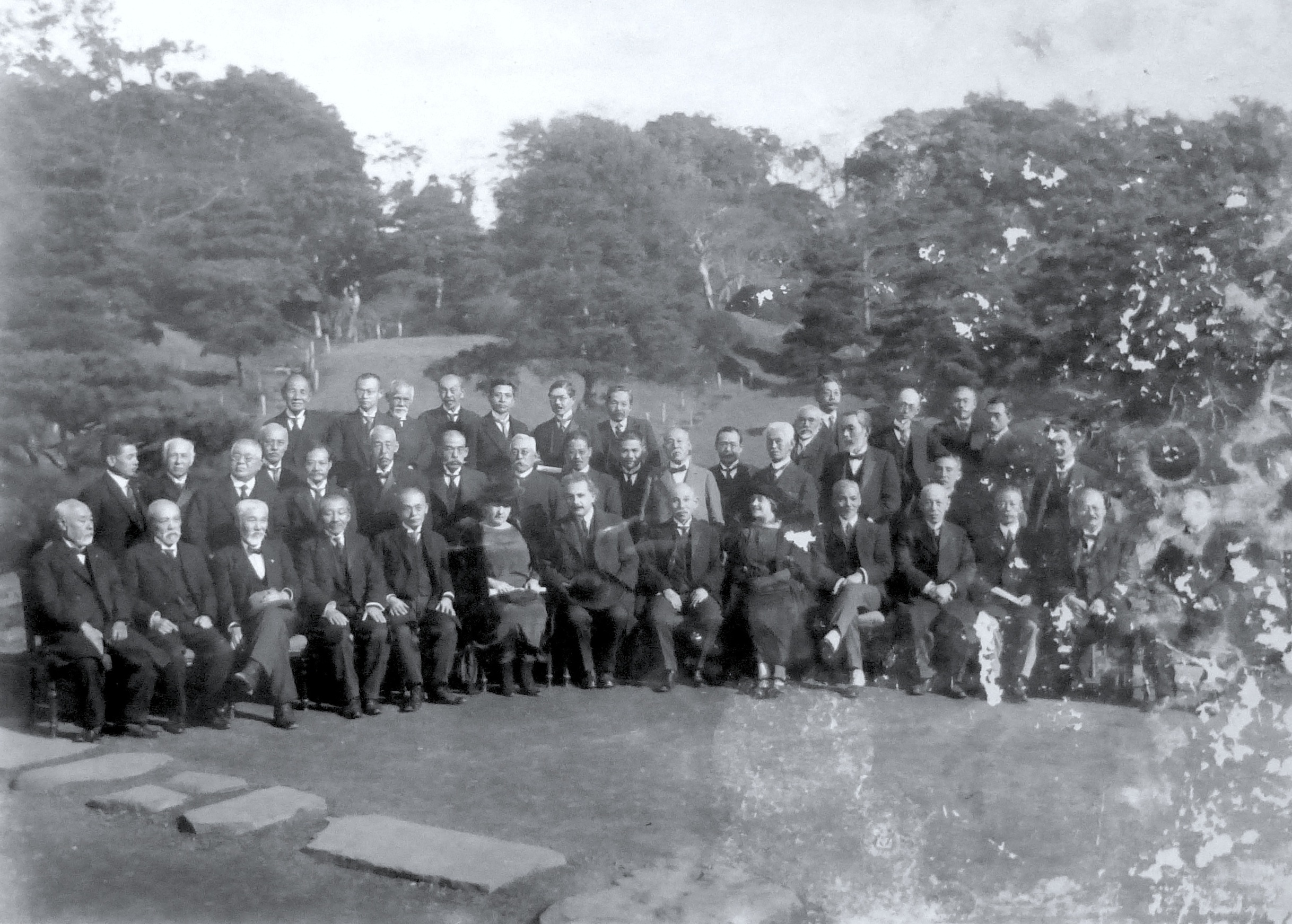
小石川植物園での歓迎会の様子（1922年11月29日）

- 11月25日（土）〜12月1日（金）、東京帝国大学理学部物理学教室中央講堂で、専門家向け学術講演[48]（日曜は休んで毎日14:00から1時間半、計6回）。「光速度不変の原理」「自然法則とローレンツ変換の共変性」「テンソル解析法」「テンソル微分法」「万有引力」についてなど
- この間の11月27日（月）、宝生流の能を鑑賞[49]。演目は「羽衣」（シテ：松本長）[50]。

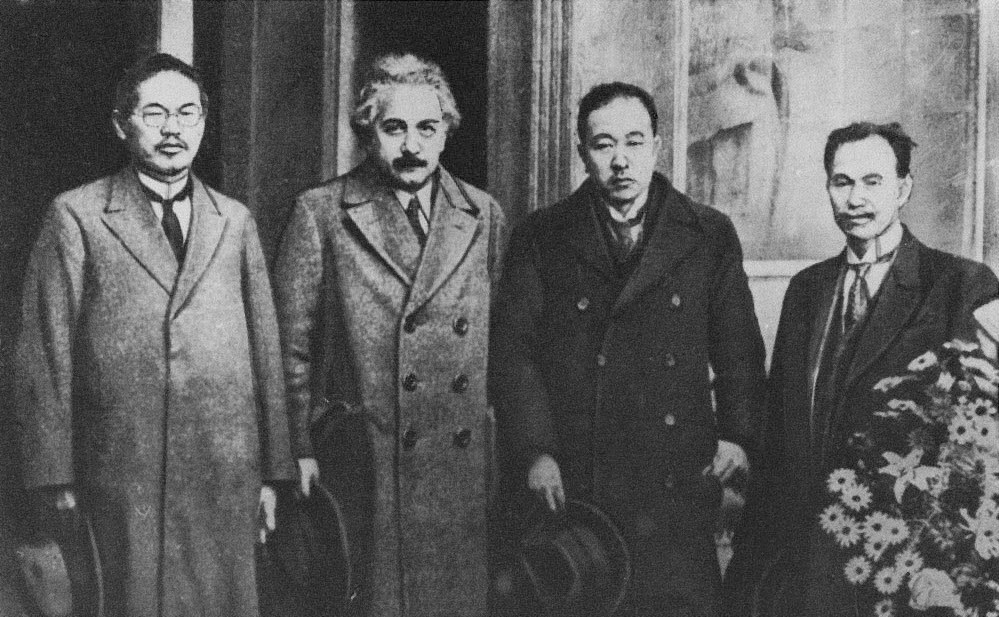
アインシュタインが東北帝国大学を訪問した際の記念写真（1922年12月）。左から本多光太郎、アインシュタイン、愛知敬一、日下部四郎太。

- 12月2日（土）、東京高等工業学校（現東京工業大学）訪問[52]。仙台駅着。アインシュタインが「命も危険」と思うほど歓迎の群衆が押し寄せ、駅前広場を挟んで向かい側にある宿泊先の仙台ホテルに辿りつくのに20分もかかった[53][54]。東北帝国大学を訪問し、本多光太郎教授と会う。講義室の壁にサインを残すが、仙台空襲で建物が焼失したため、現存しない[55]。
- 12月3日（日）、仙台市公会堂で一般講演[48]（9:30〜14:30。通訳：東北帝大・愛知敬一教授）。15:00発の東北本線に乗り、松島で月見をし、瑞巌寺を見学。仙台に戻って土井晩翠と会う。仙台泊。
- 12月4日（月）、8:30発の列車で日光へ向かい、日光で2泊する。
- 12月6日（水）、列車で東京へ。
- 12月7日（木）、移動。
- 12月8日（金）、名古屋国技館で一般講演[48]。
- 12月10日（日）、京都市公会堂で一般講演[48]。「いかにして私は相対性理論を創ったか」
- 12月11日（月）、大阪中央公会堂で一般講演[48]。
- 12月13日（水）、神戸基督教青年会館で一般講演[48]。
- 12月17日（日）22:14、奈良に到着。奈良ホテルで2泊する。
- 12月18日（月）、奈良公園周辺を散策。春日若宮おん祭の後宴能を鑑賞し、奈良国立博物館等を訪れる。
- 12月20日（水）、宮島に到着。
- 12月23日（土）夜、門司市の三井倶楽部に宿泊。
- 12月24日（日）、博多駅着(写真)、福岡市大博劇場で一般講演[48][注釈 18]。東中州のカフェ・パウリスタで慰労会、旅館栄屋に宿泊。
- 12月25日（月）、九州帝国大学訪問(理工学部にて)[56]、博多見物。門司に移動して、門司YMCAのクリスマスパーティに参加し、ヴァイオリンでアヴェ・マリアを演奏。
- 12月27日（水）、関門海峡や下関市を見物。
- 12月28日（木）夜、送別会。日本人列席者による義太夫、謡曲、長唄、槍さび、どじょうすくいなどの隠し芸と、返礼に博士によるヴァイオリン演奏3曲。

講演の合間を縫って、浅草、松島、日光、熱田、京都、奈良、宮島などを観光し、能と歌舞伎も堪能した。26日に離日の予定だったが、船舶の都合で滞在が3日延びたため、門司三井倶楽部に滞在した。12月29日午後3時、日本郵船「榛名丸」で門司港よりパレスチナに向けて出航・離日。

#### 旅行日記
2018年に公開されたアインシュタインのアジア旅行時の日記には現地での中国人やスリランカ人への記載が人種差別だとして批判されている。対照的に1922-23年の訪日時の日記にて「日本人は謙虚で質素、礼儀正しい、まったく魅力的です」「他のどこにも存在しないくらい純真な魂たち。誰でもこの国を愛し、敬うだろう」と評価した一方で「日本人の知識への欲求は芸術への欲求に比べると弱いようだ。生まれつきの気質か？」と残している。

### 第二次世界大戦以降
- 太平洋戦争開戦後の1942年4月15日に、日系アメリカ人による反ファシズム公民権団体である「日米民主委員会」の顧問に就任した[58]。
- 広島の平和活動家谷本清牧師と彼の自宅にて面会した際に、多少なりとも原子爆弾開発を後押しした行為を悔やみ謝罪したと言われ、またノーベル物理学賞を受賞した湯川秀樹と面会した際にも、同様の理由で涙ながらに謝罪したと言われる[59]。ラッセル＝アインシュタイン宣言には湯川も名を連ねた。ジョン・ハーシーの『ヒロシマ』を自費で大量に購入し、知人に配って回ったことからも、原爆被害について関心を持っていたようである。
- 第二次世界大戦後、日本の哲学者で雑誌『改造』の編集者だった篠原正瑛から原爆開発に関して、
「その第一の目的が、人類の福祉と幸福に奉仕すべき科学が、なぜにあのように恐ろしい結果を、もたらすようになったのか。偉大な科学者として、原爆製造に重要な役割を演じられたあなたは、日本国民の精神的苦痛を救う資格がある」という手紙を受け取った。それに対してアインシュタインは、あえて篠原の手紙の裏面に返事を記し、「原爆が、人類にとって恐るべき結果をもたらすことを、私は知っていました。しかし、ドイツでも、原爆開発に成功するかも知れないという可能性が、私にサインさせたのです。私に敵があって、その無条件の目的が、私と私の家族を殺すことである場合です」と述べたうえで、追伸として「他人の行為については、十分な情報を手に入れてから意見を述べるよう努力すべきだ」と記した[60]。2人はその後も文通を続け、篠原が受け取ったアインシュタインの書簡6通は、篠原の没後の2005年に広島平和記念資料館に寄贈されて保管されている。
- 1993年、理論物理学者のスティーヴン・ホーキングが仙台市を訪れた際、同地を訪れた理由を訊かれたところ、「アインシュタイン博士の本を読んでいたら、『やがて我々の大学と競争関係に入る大学は東北大学だ』と書いてあったからだ」と答えたという。
- 2017年、アインシュタインが1922年に来日した際滞在した東京の帝国ホテルでベルボーイにチップ代わりに渡した2枚のドイツ語のメモが、それぞれ156万ドル、24万ドルでエルサレムのオークションで落札された[61]。
- 親交があり外科医であった三宅速の墓碑銘にドイツ語で「ここに三宅速と、その妻三保が眠る。二人は共に人類のために働き、そして共に人類の過ちの犠牲となって逝った。」と献詞した[62]。

## アルベルト・アインシュタインを主題にした作品
映画
- SF地球滅亡の危機/アインシュタイン暗殺指令（チェコ語版）（1969年、チェコスロバキア）
- マリリンとアインシュタイン（1985年、イギリス）
- ヤング・アインシュタイン（1988年、オーストラリア）

ドキュメンタリー映画
- アインシュタインの脳（1994年、イギリス）
- アインシュタインと原爆（2024年、イギリス）

テレビドラマ
- ハローアインシュタイン（1984年、フランス・西ドイツ・スペイン・イタリア・ハンガリー・日本・ブラジル）
- ジーニアス:世紀の天才 アインシュタイン（英語版）（2017年、アメリカ）

ドキュメンタリー
- アインシュタインロマン（NHKスペシャル）

## 著作
単著
- 『アインスタイン相対性原理講話』桑木彧雄・池田芳郎訳、岩波書店、1921年。 - 原タイトル：Ueber die spezielle und die allgemeine Relativitätstheorie。
  - 『わが相対性理論』金子務訳、白揚社、1973年。
  - 『特殊および一般相対性理論について』金子務訳、白揚社、1991年4月。ISBN 4-8269-0046-5。 - 『わが相対性理論』（1973年刊）の改題。
  - 『特殊および一般相対性理論について』金子務訳（新装版）、白揚社、2004年10月。ISBN 4-8269-0120-8。 - 原タイトル：Über die spezielle und die allgemeine Relativitätstheorie。
  - 『一般相対性理論』小玉英雄編訳・解説、岩波文庫、2023年1月
- 『アインスタイン教授講演録』石原純訳、改造社、1923年。
- 『アインシュタインの新学説』石原純訳、朝日新聞社、1929年。 - 英語書名：Field theories, old and new 英文併記。
- 「相対性理論」『世界大思想全集』 第48巻、春秋社、1930年。
- 『戦争と民族に就いて』藤田秀夫訳、三陽閣、1933年7月。
- 『わが世界観』石井友幸・稲葉明男共訳、白揚社、1947年。
- 『晩年に想ふ』中村誠太郎ほか訳、日本評論社、1950年。
  - 『晩年に想う』中村誠太郎・南部陽一郎・市井三郎訳、講談社〈講談社文庫〉、1971年。
- 『相対論の意味』矢野健太郎訳、岩波書店、1958年4月30日。ISBN 4-00-005600-X。 - 付：「非対称場の相対論」、pp.141-175。
- 『自伝ノート』中村誠太郎・五十嵐正敬訳、東京図書、1978年9月。
- 『アインシュタイン 相対性理論』内山龍雄訳・解説、岩波書店〈岩波文庫〉、1988年11月16日。ISBN 4-00-339341-4。 - 原タイトル：Zur Elektrodynamik bewegter Körper。
- アルベルト・アインシュタイン、ヘルマン・オーベルト『宇宙人と超宗教』中森岩夫訳、たま出版、1991年5月。ISBN 4-88481-250-6。 - アルベルト・アインシュタイン著「宇宙宗教」を収録。共著ではなく合本。
- 金子務、板垣良一 編『アインシュタイン、ひとを語る 序文を中心に』東海大学出版会、1993年4月。ISBN 4-486-01213-5。
- アインシュタイン述 著、ジェリー・メイヤー、ジョン・P・ホームズ 編『アインシュタイン150の言葉』ディスカヴァー21編集部訳、ディスカヴァー・トゥエンティワン、1997年4月25日。ISBN 4-924751-58-8。 - 原タイトル：Bite-size Einstein。
- 『アインシュタイン 日本で相対論を語る』杉元賢治編訳、佐藤文隆解説、講談社、2001年10月11日。ISBN 4-06-210931-X。
- 『科学者と世界平和』井上健訳、中央公論新社〈中公文庫〉、2002年1月。ISBN 4-12-203968-1。 - 原タイトル：Out of my later years。
- アインシュタイン述『アインシュタインにきいてみよう 勇気をくれる150の言葉』弓場隆編訳、ディスカヴァー・トゥエンティワン、2006年4月1日。ISBN 4-88759-457-7。 - 『アインシュタイン150の言葉』（1997年発行）の続編。
- アインシュタイン述 著、アン・ルーニー 編『孤高に生きる言葉』東出顕子訳、青志社、2009年5月27日。ISBN 978-4-903853-58-1。 - 原タイトル：Einstein in his own words。
- アルバート・アインシュタイン述『アインシュタイン 希望の言葉』志村史夫監修・訳、ワニ・プラス（発行） ワニブックス（発売）、2011年11月15日。ISBN 978-4-8470-9024-0。 - 英文併記。
- 『アインシュタイン回顧録』渡辺正訳、筑摩書房〈ちくま学芸文庫 Math ＆ science〉、2022年3月。ISBN 978-4-480-51112-6。

選集
- 『光量子論』物理学史研究刊行会編訳（第9刷）、東海大学出版会〈物理学古典論文叢書 第2〉、1991年7月（原著1969年）。ISBN 4-486-00112-5。
  1. 「光の発生と変脱とに関するひとつの発見法的観点について」（高田誠二訳）
  2. 「光の発生と光の吸収の理論について」（広重徹訳）
  3. 「輻射に関するPlanckの理論と比熱の理論」（高田誠二訳）
  4. 「輻射の問題の現情について」（高田誠二訳）
  5. 「輻射の本質と構造に関するわれわれの見解の発展について」（上川友好訳）
  6. 「量子論による輻射の放出と吸収」（上川友好訳）
  7. 「輻射の量子論」（上川友好訳）
  8. 「解説」辻哲夫著
- 『アインシュタイン選集1――特殊相対性理論・量子論・ブラウン運動――』湯川秀樹監修、中村誠太郎・谷川安孝・井上健訳・編、共立出版、1971年。ISBN 978-4-320-03019-0。
- 『アインシュタイン選集2――一般相対性理論および統一場理論――』湯川秀樹監修、内山龍雄訳・編、共立出版、1970年。ISBN 978-4-320-03020-6。
- 『アインシュタイン選集3――アインシュタインとその思想――』湯川秀樹監修、中村誠太郎・井上健訳・編、共立出版、1972年。ISBN 978-4-320-03021-3。
- ジョン・スタチェル 編『アインシュタイン論文選 「奇跡の年」の5論文』青木薫訳、筑摩書房〈ちくま学芸文庫 Math ＆ science］〉、2011年9月。ISBN 978-4-480-09403-2。 - 原タイトル：Einstein’s miraculous year。
  1. アインシュタインの学位論文「分子の大きさを求める新手法」
  2. ブラウン運動への取り組み「熱の分子運動論から要請される，静止液体中に浮かぶ小さな粒子の運動について」
  3. 相対性理論への取り組み「運動物体の電気力学」
  4. 「物体の慣性は，その物体に含まれるエネルギーに依存するか」
  5. 量子仮説に関する初期の仕事「光の生成と変換に関する，ひとつの発見法的観点について」

全集
- 『アインスタイン全集』 第1-4巻、石原純ほか訳、改造社、1922年 - 1924年。

共著
- アインシユタイン等『戦争批判』生形要訳、同人社、1934年2月。
- アインシュタイン、インフェルト共著『物理学はいかに創られたか』 上巻、石原純訳、岩波書店〈岩波新書〉、1963年9月20日（原著1939年）。ISBN 4-00-400014-9。
- アインシュタイン、インフェルト共著『物理学はいかに創られたか』 下巻、石原純訳、岩波書店〈岩波新書〉、1963年10月21日（原著1940年）。ISBN 4-00-400015-7。各・改版
- アインシュタイン、ゾンマー・フェルト 著、アーミン・ヘルマン 編『アインシュタイン = ゾンマーフェルト往復書簡』小林晨作・坂口治隆訳、法政大学出版局〈叢書・ウニベルシタス22〉、1971年3月。ISBN 4-588-00022-5。
- オットー・ネーサン、ハインツ・ノーデン 編『アインシュタイン平和書簡』 1巻、金子敏男訳、みすず書房、1974年。
- オットー・ネーサン・ハインツ・ノーデン 編『アインシュタイン平和書簡』 2巻、金子敏男訳、みすず書房、1975年。
- オットー・ネーサン・ハインツ・ノーデン 編『アインシュタイン平和書簡』 3巻、金子敏男訳、みすず書房、1977年2月。
- アインシュタイン、マックス・ボルン『アインシュタイン・ボルン往復書簡集 1916-1955』西義之・井上修一・横谷文孝訳、三修社、1976年。
- アルバート・アインシュタイン、ミレヴァ・マリッチ 著、ユルゲン・レン、ロバート・シュルマン 編『アインシュタイン 愛の手紙』大貫昌子訳、岩波書店、1993年10月。ISBN 4-00-000058-6。 - 原タイトル:The love letters。
- アルバート・アインシュタイン、ジークムント・フロイト『ヒトはなぜ戦争をするのか？ アインシュタインとフロイトの往復書簡』養老孟司解説、浅見昇吾編訳、花風社、2000年12月。ISBN 4-907725-21-3。
- なぜ社会主義なのか?
- アルバート・アインシュタイン、ゼエブ・ローゼンクランツ『アインシュタインの旅行日記 日本・パレスチナ・スペイン』畔上司編訳、草思社、2019年6月。ISBN 978-4-7942-2400-2。草思社文庫、2024年8月。ISBN 978-4-7942-2739-3

## 主な受賞歴
- 1920年 バーナード・メダル
- 1921年 ノーベル物理学賞
- 1921年 マテウチ・メダル
- 1925年 コプリ・メダル
- 1926年 王立天文学会ゴールドメダル
- 1929年 マックス・プランク・メダル
- 1931年 ジュール・ジャンサン賞
- 1935年 フランクリン・メダル

## 由来するもの
- アインシュタイン (単位)
- アインシュタインの原論文
- アインシュタインの式
- アインシュタインの予言
- アインシュタインリング（重力レンズ）
- アインスタイニウム
- アルベルト・アインシュタイン (ATV) - アインシュタインに因んで命名された欧州補給機。
- 国際救済委員会（英語版） - 1933年にアインシュタインが要請して成立した International Relief Association を由来とする戦争、迫害、自然災害によって避難を余儀なくされた難民や人々に緊急援助と長期支援する団体。
- アルバート・アインシュタイン・ドイツ学術難民イニシアチブ基金（英語版） - 1992年から始まった戦争難民などを支援する基金。ドイツ政府などが寄付を行っている。

- 世界物理年